# Богом'ягковське сільське поселення
Богом'я́гковське сільське поселення (рос. Богомягковское сельское поселение) — сільське поселення у складі Шилкинського району Забайкальського краю Росії.
Адміністративний центр — село Богом'ягково.

## Населення
Населення сільського поселення становить 960 осіб (2019; 1039 у 2010, 1240 у 2002).

## Склад
До складу сільського поселення входять:
| Населений пункт         | Населення, осіб (2002) | Населення, осіб (2010) |
| ----------------------- | ---------------------- | ---------------------- |
| Богом'ягково, село      | 584                    | 520                    |
| Киекен, село            | 121                    | 97                     |
| Кокуй-Комогорцево, село | 178                    | 125                    |
| Середня Кія, село       | 357                    | 297                    |